# Spanska jullotteriet

Lotter från 2020

Spanska jullotteriet (officiellt Sorteo Extraordinario de Navidad spanska: [sort'eo eɣstraorðin'arjo ðe naβið'að] eller Lotería de Navidad spanska: [loter'ia ðe naβið'að]) är en speciell dragning av Lotería Nacional, det nationella veckolotteriet i Spanien som drivs av företaget Loterías y Apuestas del Estado. Jullotteridragningen äger rum varje år den 22 december och är den största och mest populära dragningen under året.
Lotería Nacional, som hade sin första dragning den 4 mars 1812, är det näst äldsta kontinuerligt genomförda lotteriet i världen. Även under det spanska inbördeskriget hölls lotteridragningarna i Valencia när huvudstaden flyttades från Madrid. Efter att den republikanska regeringen störtades fortsatte lotteriet oavbrutet i det franquistiska Spanien. Den första juldragningen hölls den 18 december 1812 i Cádiz, och vinnarnumret var 03604. Namnet Sorteo de Navidad användes första gången 1892.
Spanska jullotteriet anses vara den största lotteridragningen i världen baserat på det totala priset. År 2022 fanns det 180 miljoner förtryckta biljetter (décimos) till försäljning, och det maximala totala priset för alla vinster skulle vara 2,52 miljarder euro (sjuttio procent av biljettförsäljningen). Det totala priset för "El Gordo" ("den stora") skulle vara 720 miljoner euro.
I spanskspråkiga och engelskspråkiga medier kallas det ibland bara "El Gordo", även om det namnet egentligen hänvisar till det stora priset i vilken spansk lotteridragning som helst.

## El Gordo
Höjdpunkten i dragningen är när El Gordo dras. Lotteriförsäljare säljer oftast bara biljetter för ett eller två nummer, så de stora vinnarna bor ofta i samma stad eller jobbar på samma företag. År 2011 såldes El Gordo bara i Grañén, Huesca, en stad med cirka 2 000 invånare. År 2010 såldes €414 miljoner av förstapriset i Barcelona, och resterande €585 miljoner av El Gordo fördelades mellan Madrid, Teneriffa, Alicante, Palencia, Zaragoza, Cáceres och Guipúzcoa.
 År 2006 såldes vinnarnumret på åtta olika lotteriförsäljningsställen runt om i Spanien, medan det andra prisnumret (€100 000 per décimo) endast såldes i en kiosk på Puerta del Sol i centrala Madrid. År 2005 såldes vinnarnumret i staden Vic i Katalonien (invånarantal 37 825), och invånarna delade på cirka €500 miljoner (€300 000 per vinnande décimo).
I många länder där man inte talar spanska finns en missuppfattning att El Gordo endast är namnet på jullotteriet. Men El Gordo betyder egentligen bara "förstapriset" (bokstavligen "den tjocka" eller "den stora"), och andra lotterier har också sina Gordo-priser. För att göra saken ännu mer förvirrande finns det även en annan veckovis lotteridragning i Spanien som heter El Gordo de la Primitiva, men den har inget gemensamt med jullotteriet förutom att båda arrangeras av det spanska offentliga lotteriföretaget Loterías y Apuestas del Estado.